# Château de Château Corbeau
Le château de Château Corbeau également appelé la Bâtie d'en Haut est une ancienne maison forte du début du XIIIe siècle dont les ruines se dressent sur la commune de Meylan dans le département de l'Isère en région Auvergne-Rhône-Alpes.